# Adolphe Clémence
Hippolyte Adolphe Clémence, detto Roussel (Parigi, 9 dicembre 1838 – Parigi, 4 febbraio 1889), è stato un operaio francese.
Fu una personalità della Comune di Parigi.

## Biografia
Operaio rilegatore, nel 1869 fondò la Revue de la reliure et de bibliophilie. Iscritto alla Prima Internazionale, collaborò all'organo della sezione francese dell'Associazione, La Tribune ouvrière, la cui redazione era stabilita nel suo domicilio, in rue des Juifs 19.
Il 26 marzo 1871 fu eletto al Consiglio della Comune dal IV arrondissement, fu membro della Commissione giustizia e votò contro la creazione del Comitato di Salute pubblica.
Alla caduta della Comune si rifugiò in Svizzera da dove, il 13 settembre 1871, scrisse ad Adolphe Thiers di essere pronto a consegnarsi alla corte marziale di Versailles purché fossero liberati tutti gli abitanti del IV arrondissement incarcerati dalla reazione versagliese. Non ottenne risposta.
Amnistiato nel 1880, rientrò a Parigi nel 1885 e collaborò alla Revue socialiste di Benoît Malon.